# Strategia dominacji i pseudodominacji
Strategia dominacji i pseudodominacji – (dominance strategy) prosta strategia decyzyjna, polegająca na wyborze alternatywy dominującej pozostałe, tj. lepszej od pozostałych przynajmniej pod jednym względem i niegorszej od pozostałych pod żadnym względem. Jest to jedna ze strategii wyboru między produktami (strategia przewagi pozytywnych cech, strategia koniunkcyjna, strategia alternatywna, strategia leksykograficzna oraz strategia maksymalizacji addytywnej użyteczności MAU).